# Malek Jandali

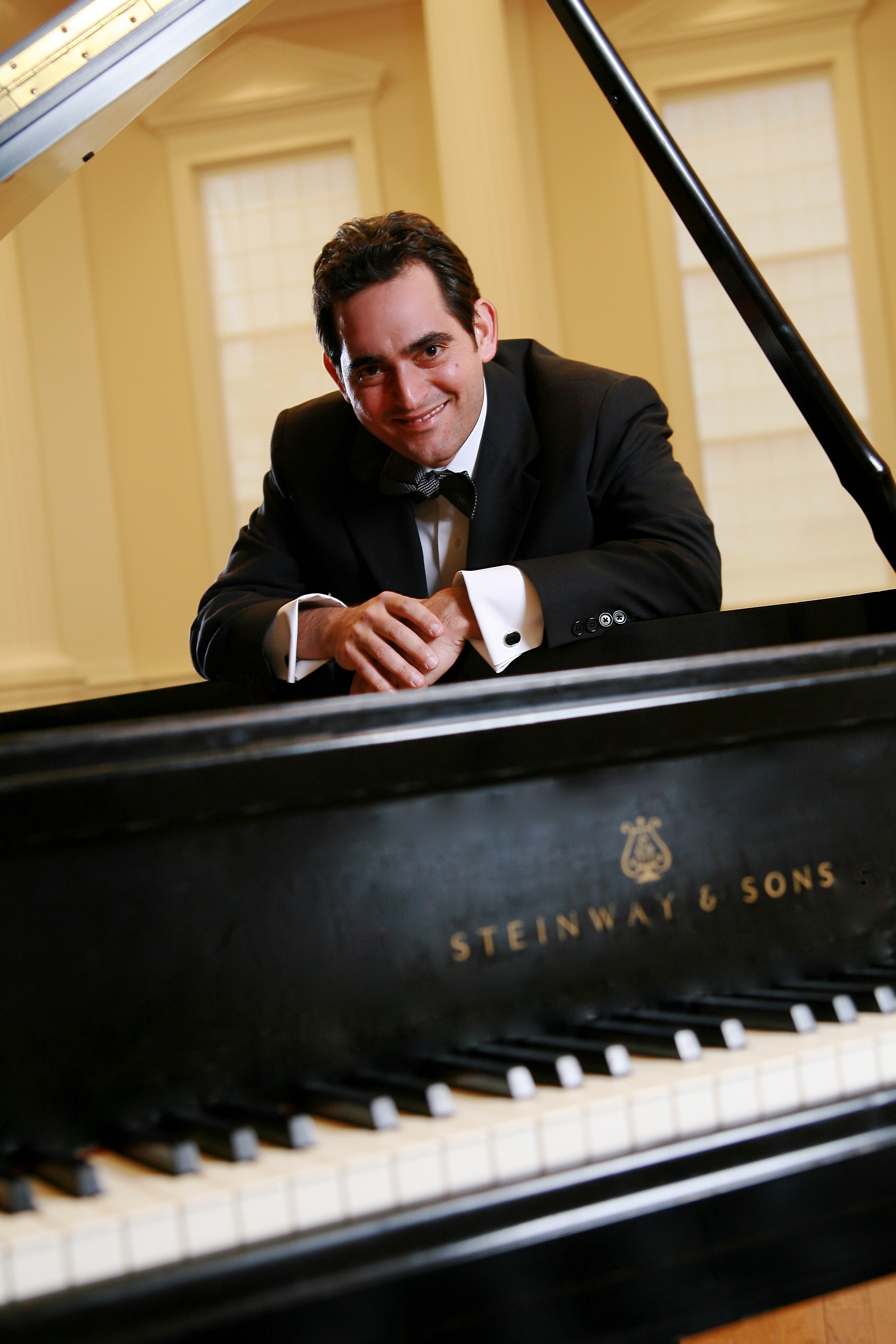
Malek Jandali composer & pianist

Malek Jandali (em árabe: مالك جندلي, Mālik Jandalī; nascido em 1972) é um pianista e compositor sírio-americano nascido na Alemanha. É o fundador da organização sem fins lucrativos Pianos for Peace, que tem como objectivo construir a paz através da música e a educação. Jandali emigrou para os Estados Unidos e estudou música na Carolina do Norte. Desde então, tem tocado com orquestras de todo mundo e composto um grande número de obras clássicas e modernas. A sua música foi descrita como "uma nova e grande adição para a literatura sinfónica do século XXI" pela revista Fanfare e como "grandes melodias, exuberante orquestração, inteligentes texturas e transições criativas" pela American Record Guide. A faixa musical de Jandali vai desde obras de câmara até grandes composições sinfónicas que integram influências do Médio Oriente e do Ocidente.

## Biografia
Malek Jandali é filho do Dr. Mamoun Jandali e Linah Droubi. Tem um irmão chamado Rami. É primo do fundador de Apple Steve Jobs e a sua irmã biológica Mona Simpson é novelista e professora de língua inglesa na UCLA.
Começou a sua carreira musical como um pianista clássico. Estudou no Instituto Árabe da Música em Damasco com Vladimir Zaritsky e Víctor Bunin do Conservatório de Moscovo. Jandali ganhou o primeiro lugar na Concorrência Nacional de Artistas Jovens de Síria em 1988 e em 1995 recebeu uma bolsa para assistir à Escola de Artes da Carolina do Norte sob Eric Larsen. Graduou-se pela Universidade de Queens, onde estudou com Paul Nitsch e recebeu o Prémio Destacado Intérprete Musical. Enquanto esteve em Charlotte , foi um organista e director do coro da Igreja Católica de Santiago em Concord, Carolina do Norte. Estudou composição e orquestração com Eddie Horst, Harry Bülow, Lawrence Dillon e Richard Dantes.
Em 2004 recebeu o seu mestrado da Universidade da Carolina do Norte em Charlotte e em 2015 a Corporação Carnegie de Nova York nomeou-o um "Orgulho de América", homenageado pelas suas notáveis contribuições à sociedade. Jandali, na actualidade, vive na Cidade de Nova York.

## Prémios
- Concurso Nacional de Jovens Artistas - Primeiro Prémio - Síria, 1988
- Fundação Stegner para Artes Plásticas
- Universidade de Queens - Excelente Intérprete Musical - USA, 1997
- Prémio Liberdade de Expressão - CAIR Los Angeles, USA, 2011[14]
- Prémio Lucros Cultura e Artes, da Rede de Profissionais Árabe-Americanos de Nova York, 2012
- Prémio Internacional da Paz GUSI 2013[15]
- Medalha de Ouro do Global Medal Awards 2014[16]
- Prémio Humanitário Mundial de Música, Los Angeles 2014[17]
- Grande Imigrante "Orgulho da América", da Carnegie Corporation de Nova York, 2015